# Stachové z Hrádku
Stachové z Hrádku jsou starý český šlechtický rod, větev Drslavického rozrodu.
Stachové zastávali v raném středověku mnoho významných postů ve správě země a vlastnili statky v západních Čechách.

## Historie
První zmínky o rodu pocházejí ze začátku 13. století. Historické prameny uvádějí, že Stachové žijící v západních Čechách v 15. a 16. století v pěti rodových liniích (Horažďovická, Strážovská, Přeštická, Ve Stachách a Bechyňská) jsou původně starým, ryze českým šlechtickým rodem Stachů z Hrádku.
Rodové sídlo zvané Červený Hrádek (u Plzně) vlastnili Stachové do 2. poloviny 14. století, kdy ho od nich koupili Benedové z Nečtin, osedlí většinou na sever od Plzně a zbohatnutí ve 14. století. Následným rozrodem Stachů v průběhu 14. století došlo k dělení rodového majetku, což ve svém důsledku zapříčinilo chudnutí všech rodových větví. Zchudlí Stachové se následně usazovali na nápravnických dvorech Kladrubského kláštera. Někteří se byli schopni z povinností vyplatit, jiní na požádání opata museli na koni a s pacholkem ze dvora přijet k strážním úkolům ve předepsané zbroji. Roku 1572 byl Sebastian Stach purkmistrem v Plzni.

## Erb
Erb měli Stachové jako ostatní rody pocházející z rozrodu Drslaviců, odlišený jen barevným stříbrno-černým provedením.

## Příbuzenstvo
Spojili se s Černíny, Haugvici, Štampachy a dalšími českými a bavorskými šlechtickými rody.